# Mihule mořská
Mihule mořská (Petromyzon marinus) je největší zástupce mihulí a spadá do nadtřídy kruhoústých.

## Rozšíření
Anadromní populace žijí v Atlantském oceánu, ve Středozemním moři a v řekách, které do nich ústí. Vnitrozemské populace v jezerech a řekách.

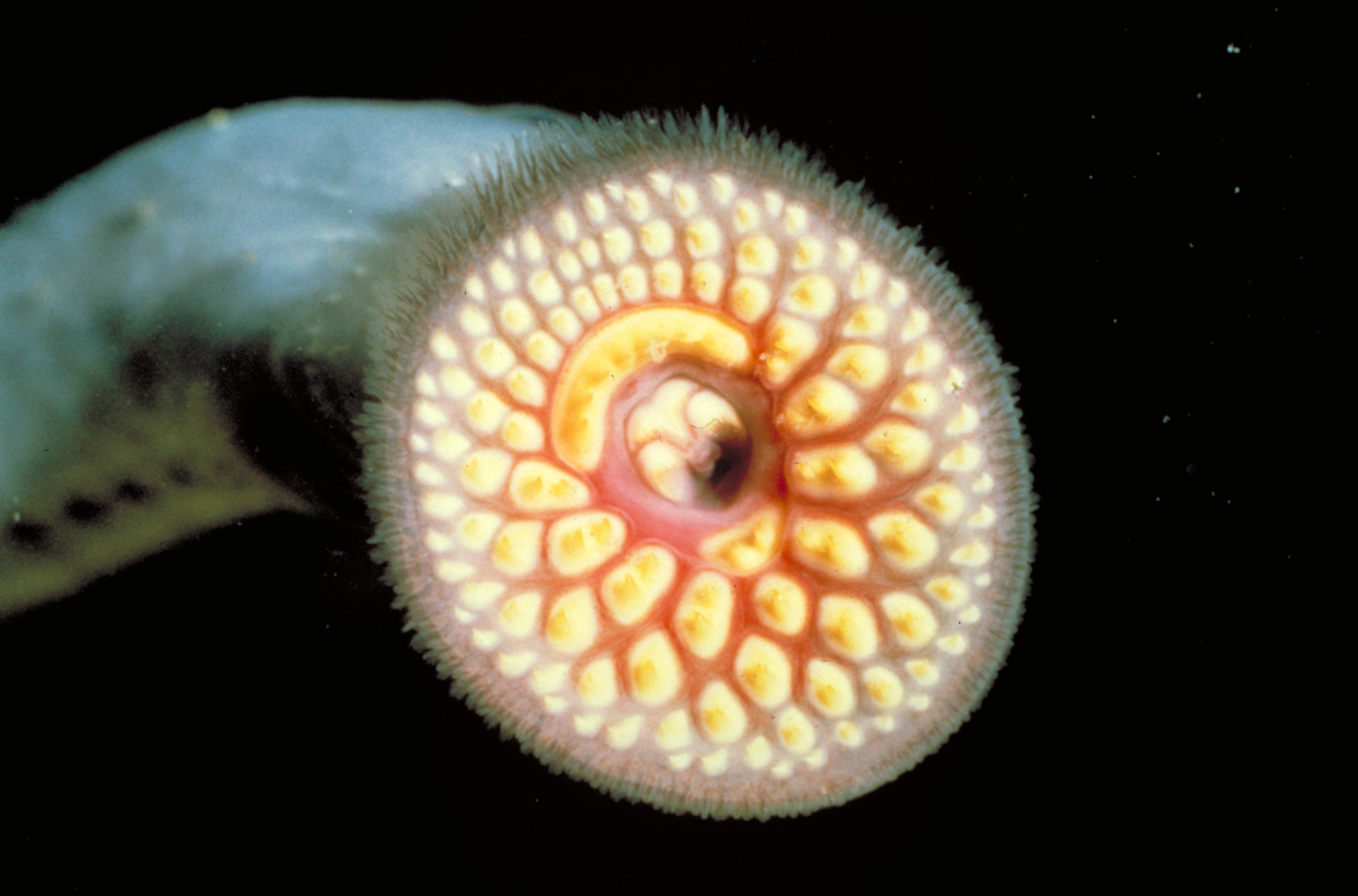
Ústní otvor mihule mořské se zřetelnými zuby

Areál v severovýchodním Atlantiku sahá od Norska, Islandu a Barentsova moře na jih do severní Afriky včetně západní části Středozemního moře. V severozápadním Atlantiku se areál rozprostírá od kanadského Labradoru po Mexický záliv na Floridě v USA. Vnitrozemské populace se vyskytují ve Velkých jezerech, ve Finger Lakes, v jezeře Oneida a Champlainově jezeře. Výstavba kanálů umožnila přístup k Hořejšímu jezeru (nad jezerem Ontario).
Albánie, Alžírsko, Belgie, Bosna a Hercegovina, Dánsko, Egypt, Faerské ostrovy, Finsko, Francie, Gibraltar, Grónsko, Chorvatsko, Irsko, Island, Itálie, Kanada, Libye, Litva, Lotyšsko, Malta, Maroko, Mexiko, Monako, Německo, Nizozemsko, Norsko, Ostrov Man, Polsko, Portugalsko, Ruská federace, Slovinsko, Spojené království, Spojené státy americké, Srbsko, Španělsko, Švédsko, Švýcarsko, Tunisko, Turecko; v Estonsku je výskyt nejistý; v ČR vyhynula. Ještě začátkem 20. století táhla do ČR mihule mořská Labem a Vltavou až do Prahy; dokladové exempláře jsou uloženy v Národním muzeu v Praze.

## Popis a ekologie
Štíhlé tělo je dlouhé do 120 cm. Ústa dospělých mihulí jsou velká, kruhovitá a tvoří je nálevka posetá drobnými rohovitými zoubky a mohutný svalnatý jazyk, který pracuje jako píst. Základní barva těla mihule mořské je šedozelená, výrazně černě mramorovaná. Břicho je bílé.
Dospělci migrují z oceánu nebo jezera do toků, ve kterých se třou. Anadromní populace s přístupem k oceánu migrují až několik set kilometrů. Vnitrozemské populace v jezerech migrují až 80 km. Samice klade malá vajíčka do hnízda, které vytvořil samec v písku, štěrku a suti toků se středně silným proudem. Dospělým mihulím degeneruje během tahu proti proudu řek trávicí ústrojí, proto nepřijímají potravu a po rozmnožení mihule mořská hyne. Vylíhlá larva (minoha) se v klidné vodě zavrtá do písku a bahna na dně toku. Žije zde 2–5 let a živí se planktonem a detritem. Larvy mihulí mají oči překryté koží a bezzubá ústa se dvěma pysky. Dospělá mihule odplouvá do moře, vnitrozemská populace do jezera, kde žije další 3 až 4 roky. Živí se paraziticky, parazituje na rybách, kterým ostrouhává maso a saje krev.